# Elysius bicolor
Elysius bicolor là một loài bướm đêm thuộc phân họ Arctiinae, họ Erebidae.